# 3015 Candy
3015 Candy eller 1980 VN är en asteroid i huvudbältet som upptäcktes den 9 november 1980 av den amerikanske astronomen Edward L.G. Bowell vid Anderson Mesa Station. Den är uppkallad efter den brittiske astronomen Michael P. Candy.
Asteroiden har en diameter på ungefär 24 kilometer.